# 今夜は恋人気分 〜とっておき夫婦物語〜
今夜は恋人気分 〜とっておき夫婦物語〜（こんやはこいびときぶん とっておきふうふものがたり）は、2004年4月から2005年3月にNHK総合テレビジョン・「23時のNHK」水曜日（23:15 - 23:45）に放送された対談番組である。

## 概要
同番組はエッセイストで元ライトノベル（児童文学）作家の中村うさぎと、NHKの高山哲哉アナウンサーが進行を務め、各界著名人の夫婦の出会い・恋愛・結婚・夫婦としての生活ぶりをインタビューするものだった。
この番組終了後、中村の編著により『結婚はオートクチュール』という題で書籍化された。

## テーマソング
- 「なにはともあれ」（歌：森進一・森昌子）
  - 作詞・作曲：さだまさし／編曲：若草恵